# Souilhanels
Souilhanels é uma comuna francesa na região administrativa de Occitânia, no departamento de Aude. Estende-se por uma área de 2,72 km². Em 2010 a comuna tinha 422 habitantes (densidade: 155,1 hab./km²).